# 克丽斯塔·出口
克丽斯塔·出口（英語：Christa Deguchi，日语：／ Deguchi Christa，1995年10月29日—）生于日本长野县，是一名加拿大籍女子柔道运动员。她的父亲来自加拿大，是一名英语讲师，妹妹凯莉·出口（出口ケリー）同样也从事柔道运动。克丽丝塔原本代表日本参赛，加拿大方面曾在2012年邀请她加入加拿大国家队，但被她拒绝，后来，在意识到日本国内竞争环境的激烈后，她于2017年正式加入加拿大国籍，开始代表加拿大参赛，并以参加2020年东京奥运作为目标。2018年，她首次参加世界锦标赛，便获得铜牌，成为史上首位获得柔道世锦赛奖牌的加拿大女选手，一年后，她再进一步，成功夺得世锦赛金牌，又成为历史上首位获得柔道世锦赛冠军的加拿大选手。

## 外部連結
- 克丽斯塔·出口的X（前Twitter）
- 克丽斯塔·出口的Instagram帳戶